# Дроздова (хутір)
Дроздова  (рос. Дроздова) - хутір у Волоколамському районі Московської області Російської Федерації.
Орган місцевого самоврядування - сільське поселення Спаське. Населення становить 9 осіб (2013).

## Історія
З 14 січня 1929 року входить до складу новоутвореної Московської області. Раніше належало до Волоколамського повіту Московської губернії.
Сучасне адміністративне підпорядкування сільському поселенню з 2006 року.

## Населення
| 2002 | 2006 | 2010 |
| ---- | ---- | ---- |
| 4    | →4   | ↗9   |